# Strangford Lough
Strangford Lough (irlandais: Loch Cuan) est un Loch dans le comté de Down, Irlande du Nord. 

## Géographie
C'est l'un des plus grands lacs des îles britanniques. Il a une superficie de 150km². Il est très populaire auprès des touristes en raison de ses petites villes pittoresques et de ses eaux poissonneuses. Au bord de l'anse se situent les villes de Strangford (en) et Portaferry.
À l'est, il est séparé du canal du Nord par la péninsule d'Ards. Un phare y est érigé depuis 1983 sur une petite île, le phare d'Angus Rock.